# Ye-maek (langue)
Le ye-maek (aussi appelé yemaek, maek, ye ou dongyean) serait une ancienne langue parlée dans l'État du Dongye (et possiblement dans le Nord de la Corée et le Sud de la Mandchourie), qui a existé du  IIe siècle av. J.-C. au VIe siècle apr. J.-C. La langue ye-maek est totalement hypothétique et les traces de celle-ci ont complètement disparu. Sa nature et ses relations avec les autres anciennes langues de Corée sont débattues.

## Classification
Selon d'anciens textes chinois, les langues de Buyeo, d'Okjeo, de Dongye et de Goguryeo étaient semblables entre-elles et différentes de celles des Yilou, des Mohe (peuples toungouses), et des Samhan (au Sud de la Corée),. Ces langues ont donc été regroupées en langues buyeo.
La théorie la plus soutenue sur l'origine des langues buyeo, est qu'il s'agissent de langues coréaniques. Une autre théorie sur leur origine est la parenté avec les langues japoniques, dont les langues buyeo constitueraient la branche continentale. Cette théorie est controversée. 
Il est aussi possible que la langue ye-maek soit l'ancêtre des autres langues buyeo.
Robbeets (2020), qui soutient une origine japonique, propose des subdivisions à ce groupe. Ainsi, le ye-maek se serait séparé des langues macro-buyeo vers 250 avant J.-C., ces dernières étant constituées du buyeo, du goguryeoan, du baekje et de l'okjeo. Puis, le ye-maek aurait été remplacé par le goguryeoan au VIe siècle.
Le ye-maek aurait aussi donné – ou aurait été – la langue de Nakrang,. Beckwith pense que le ye-maek était un dialecte du goguryeoan.
En se basant sur des toponymes, Soo-Hee Toh suggère que le mahan (qu'il nomme ancien paekche), le ye-maek et le kaya étaient la même langue.
En se basant principalement sur la classification selon Iksop Lee et Robert Ramsey (2000) et Ki-Moon Lee et Robert Ramsey (2011), Senyokbalgul (2017) propose que le ye-maek et le dongyean formaient en fait deux langues distinctes, avec le ye-maek qui formait une branche à part des langues buyeo et han et le dongyean qui était une langue buyeo (voir aussi : Langues coréaniques#Classification selon Senyokbalgul (2017)).